# لی شیائوران
لی شیائوران (چینی: 李小冉؛ زادهٔ ۸ مهٔ ۱۹۷۶) یک هنرپیشه اهل چین است.
از فیلم‌ها یا برنامه‌های تلویزیونی که وی در آن نقش داشته است می‌توان به دراگون تایگر گیت و بلبل اشاره کرد.